# Panik
 For alternative betydninger, se Panik (flertydig). (Se også artikler, som begynder med Panik)
Panik (fransk panique, eng. panic  stammer fra gr. πανικός) er en pludselig opstået følelse af skræk eller angst, som virker handlingslammende, eller som giver sig udtryk i irrationelle handlinger. Panik kan ramme enkeltpersoner og kan sprede sig – ofte meget hurtigt – i forsamlinger.
Ordet "panik" stammer fra det græske ord πανικός (panikos), som betyder "vedrørende Pan". Ordet hentyder til den græske gud Pan, som var gud for skov og mark, og som man antog var årsag til mystiske lyde i øde og ensomme skovområder, som greb mennesker som en smitsom, men grundløs frygt. Det blev fortalt i myter og skræmmende fortællinger.